# Let's Have a Kiki
«Let's Have a Kiki» es una canción de la banda estadounidense de pop Scissor Sisters. La canción fue lanzada como el cuarto sencillo y último de su cuarto álbum Magic Hour. Fue lanzado el 11 de septiembre de 2012 en los Estados Unidos y 18 de septiembre de 2012 en el Reino Unido. Fue compuesta por Jason Sellards, Scott Hoffman, Ana Lynch y producida por los mismos Scissor Sisters.

## Video musical
Un vídeo musical para acompañar el lanzamiento de "Let's Have a Kiki" fue lanzado por primera vez en YouTube el 27 de julio de 2012 con una duración de cuatro minutos y cinco segundos. El video muestra a los miembros de la banda realizar una rutina de baile en una sala para el clip, que está etiquetado como "Instructional Video".

## Promoción
Scissor Sisters interpretó "Let's Have a Kiki" en los EE. UU. en The Wendy Williams Show, en Australia en Sunrise, y en el Reino Unido en Strictly Come Dancing.

## Versiones
"Let's Have a Kiki" inspirados en varias parodias de vídeo viral de la comunidad travesti. Lady Bunny, Sherry Vine, Willam Belli y han lanzado sus propias versiones de la canción. Willam Belli lanzó su versión como sencillo, con Rhea Litré, de su álbum The Wreckoning.
En el otoño de 2012, una versión de la canción fue interpretada en el programa de TV Fox Glee por Sarah Jessica Parker, Chris Colfer y Lea Michele en el episodio de "Thanksgiving."

## Lista de canciones
| Descarga digital |                                     |          |  |
| N.º              | Título                              | Duración |  |
| 1.               | «Let's Have a Kiki» (Álbum Versión) | 3:49     |  |

| Descarga remix digital |                                     |          |  |
| N.º                    | Título                              | Duración |  |
| 1.                     | «Let's Have a Kiki» (DJ Nita Remix) | 6:54     |  |

| Digital remix EP |                                                      |          |  |
| N.º              | Título                                               | Duración |  |
| 1.               | «Let's Have a Kiki» (Peter Rauhofer's NYC Bitch Mix) | 8:19     |  |
| 2.               | «Let's Have a Kiki» (The 2 Bears Remix)              | 7:18     |  |
| 3.               | «Let's Have a Kiki» (Almighty Club Remix)            | 6:41     |  |
| 4.               | «Let's Have a Kiki» (Danny Verde Remix)              | 6:58     |  |
| 5.               | «Let's Have a Kiki» (DJ Nita Remix)                  | 6:54     |  |
| 6.               | «Let's Have a Kiki» (Olugbenga Edit)                 | 4:42     |  |

## Posicionamiento en listas

### Listas semanales
| Lista (2012)                          | Mejor posición |
| ------------------------------------- | -------------- |
| Estados Unidos (Hot Dance Club Songs) | 1              |

### Listas anuales
| País           | Lista (2012)                   | Posición |
| -------------- | ------------------------------ | -------- |
| Estados Unidos | Billboard Hot Dance Club Songs | 22       |

### Sucesión en listas
| Anterior: «Scream» de Usher | Hot Dance Club Songs – Sencillo número uno 22 de septiembre de 2012 — 28 de septiembre de 2012 | Siguiente: «Spectrum (Say My Name)» de Florence and the Machine |